# Euphorbia septentrionalis
Euphorbia septentrionalis är en törelväxtart som beskrevs av Peter René Oscar Bally och Susan Carter. Euphorbia septentrionalis ingår i släktet törlar, och familjen törelväxter.

## Underarter
Arten delas in i följande underarter:
- E. s. gamugofana
- E. s. septentrionalis

## Bildgalleri

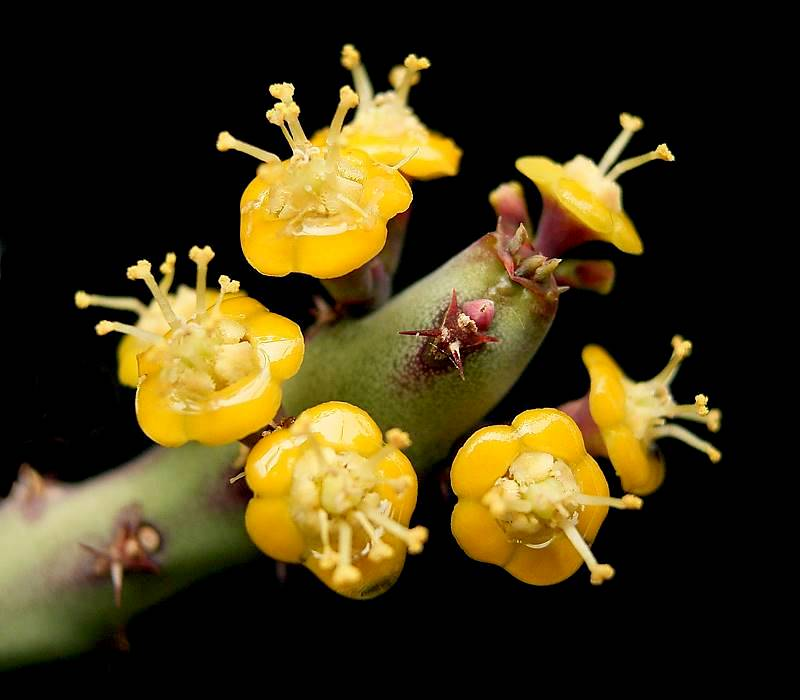
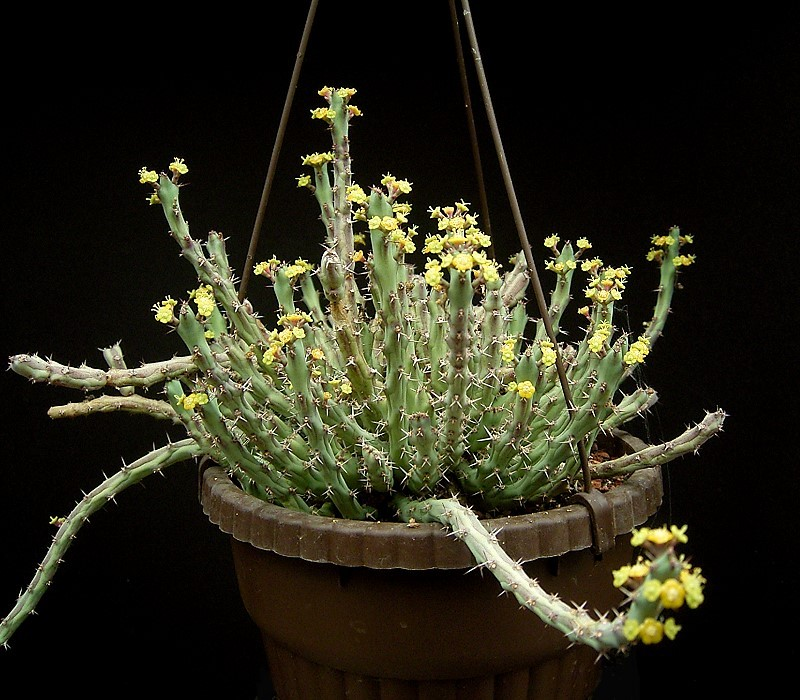